# قوات واي
قوات واي هو اسم قوات جنوب شرق آسيا الممنوحة لقوات الجيش الوطني الثوري الصيني، التي عادت من يونان إلي بورما في عام 1944، كواحدة من الحلفاء الذين قاتلوا في حملة بورما في الحرب العالمية الثانية. تتكون قوات واي من 17,500 جندي، قسمت إلي خمسة عشر فرقة.

## 1942
في النصف الأول من عام 1942، عندما غزا اليابانيون التايلانديون في بورما، أجبرت قوات المشاة الصينية في بورما، قوات الحلفاء الأخري، علي التراجع إلي خطوط الاتصالات الخاصة بهم. جميع الصينيين تراجعوا إلي بلدهم، باستثناء فرقتي ثماني وثلاثون واثنين وعشرون، بالإضافة إلي بعض الجنود من ثلاثة فرق أخري. تراجعت إلي الهند، عندما تم وضعها تحت قيادة العميد الأمريكي جوزف ستيلويل.

## حملة 1943/1944
بعد إعادة تجهيز وتدريب العميد جوزف ستيلويل للفرق علي الانقسامات الصينية المعينة لقوات إكس، تشكلت أغلبية قوات خط المواجهة المتاحة للعميد جوزف. في أكتوبر 1943، تقدم إلي كوريا الشمالية. كانت خطة جوزف التقاط شمال بورما، وإعادة فتح الاتصالات البرية مع الصين عبر تحفيز جديد إلى طريق بورما يسمى طريق ليدو.
في النصف الثاني من أبريل عام 1944، قامت قوات واي بالهجوم علي جبهة يونان. بحوالي 75,000 جندي، قاموا بعبور نهر سالوين علي جبهة 300 كيلومتر. بعد وقت قصير، هاجم حوالي 15 فرقة صينية مكونة من 175,000 جندي، بقيادة العميد وي ليهوانج. كانت الفرقة السادسة والخمسون اليابانية، تقاتل في الشمال علي جبهتين في شمال بورما.
في نهاية شهر مايو، نجح هجوم يونان، على الرغم من سقوط الأمطار الموسمية ونقص الدعم الجوي، في القضاء على حامية تنجتشونج ووصل في النهاية إلى ما وصل إليه لونجلينج. تعزيزات يابانية قوية ثم هجوم مضاد ووقف التقدم الصيني.
خلال موسم الرياح الموسمية، كان هناك توقف مؤقت في الأعمال الهجومية الرئيسية ولم يبدأ القتال بشكل جدي إلا في وقت لاحق من عام 1944.

## حملة 1944/1945

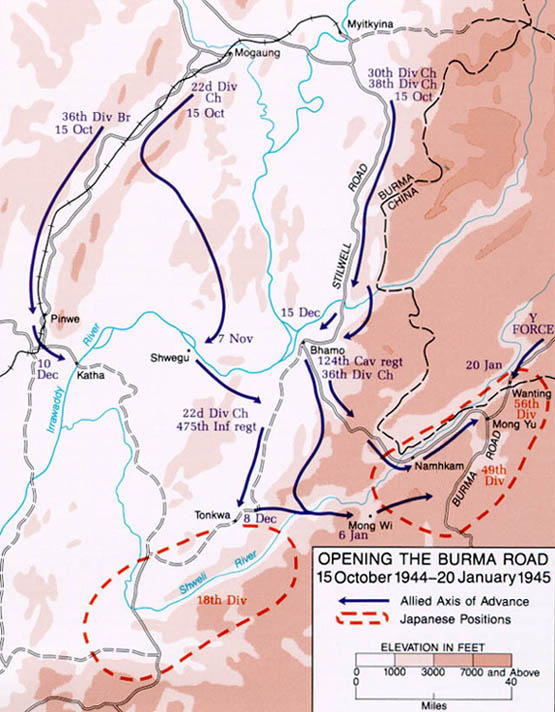
افتتاح طريق بورما أكتوبر 1944 - يناير 1945

تقدمت الفرقة الثالثة والثلاثون البريطانية، علي الجبهة اليمني من القيادة، جنوبا أسفل وادي السكك الحديدية، من موجاونج إلي إنداو. في 10 ديسمبر 1944، أجريت اتصالات مع الفرقة التاسعة عشر الهندية بالقرب من إنداو. وأصبح للجيش الرابع عشر و NCAC الآن جبهة مستمرة.
امر الزعيم الصيني تشيانغ كاي، بتقدم الجيش الصيني الأول الجديد (الفرقة الثلاثون الصينية والفرقة الثماني والثلاثون الصينية ) من ميتكيينا إلي بهامو. في 15 ديسمبر، سقطت بهامو، بعد مقاومة اليابانيون عدة أسابيع. تسلل الجيش السادس الصيني الجديد ( الفرقة الخمسون الصينية) عبر التضاريس الصعبة بين هذين الجناحين لتهديد خطوط الاتصال اليابانية.
في 21 يناير 1945، أجرى الجيش الأول الجديد اتصالات مع جيوش وي ليهوانج التي تقدمت من يونان بالقرب من هسيباو. وبعدها يمكن استكمال طريق ليدو. في 4 فبراير وصلت أول قافلة شاحنات من الهند إلي كونمينغ.
ولكن بحلول هذه المرحلة من الحرب، كانت قيمة طريق ليدو غير مؤكدة، لأنها لن تؤثر الآن على الوضع العسكري العام في الصين.
في 7 مارس، تم القبض علي الزعيم الصيني، تشيانج كاي شيك السلطان، بعد أن امر بوقف تقدمه في لاشيو، مما أدي إلي انزعاج البريطانيين والأمريكيين. رفض البريطانيين والأمريكيين فهم أن تشيانج كان عليه أن يوازن بين احتياجات الصين ككل ضد قتال اليابانيين في مستعمرة بريطانية. كان اليابانيون قد سحبوا بالفعل معظم فرقهم من الجبهة الشمالية، لمواجهة الجيش الرابع عشر في وسط بورما. في 12 مارس، تم إرسال مقر الجيش الثالث والثلاثين أيضًا إلى هناك، تاركًا فقط للفرقة السادسة والخمسون السيطرة على الجبهة الشمالية. تم سحب هذا القسم أيضًا في أواخر مارس وأوائل أبريل.
من 1 أبريل، توقفت عمليات NCAC، وعادت وحداتها إلى الصين. في مارس تم القبض علي ماندالاي، الذي انتقلت إليه الفرقة السادسة والثلاثون البريطانية، وتم سحبه بعد ذلك إلي الهند. تولت قوة حرب العصابات بقيادة الولايات المتحدة، مفرزة برمجيات المصدر المفتوح 101، تحمل المسؤوليات العسكرية ل NCNA، بينما تدخلت الشؤون المدنية البريطانية وغيرها من الوحدات مثل دائرة الشؤون المدنية (بورما) لتولي مسؤولياتها الأخرى. تم تقسيم شمال بورما إلى مناطق خط الاتصال من قبل السلطات العسكرية.

## وصلات خارجية
- حملة الجيش الصيني الهند-بورما، تاريخ تصويري فريد من منظور صيني- 7 فبراير 2009.